# Patatrac (programma televisivo 1987)
Patatrac è stato un programma televisivo per bambini e ragazzi, registrato negli studi RAI di Napoli e andato in onda su Rai 2 al mattino, tra il 1987 ed il 1991. Nell'ultima stagione era un caso unico di trasmissione realmente quotidiana della RAI, in palinsesto tutti e sette i giorni della settimana.

## Descrizione
I conduttori erano Armando Traverso, Shirine Sabet, Massimo D'Adamo ed il robot Mariù, Renato De Rienzo; nell'ultima edizione del 1990-1991 erano invece Armando Traverso, Massimo D'Adamo, Renato De Rienzo, Nicole Millo e Anna Maria Compare. La regia era di Marco Bazzi. Tra gli autori, Alessandro Scalco.
All'interno di questo programma avevano posto vari giochi: "Sensi pazzi", "Mucchio selvaggio", "Hula op", "Formicone". Erano ideati e realizzati dalla C.UnS.A. - Cooperativa Un Sacco Alternativa, un gruppo di autori ludici romani presenti in studio nel ruolo di "notai".
Venivano trasmessi il cartone animato SilverHawks ed il telefilm Punky Brewster.
Nel 1991 il programma è stato sostituito dal contenitore successivo "Piccole e grandi storie", che proponeva sia cartoni che telefilm per ragazzi.